# サン・ゼノーネ・デッリエッツェリーニ
サン・ゼノーネ・デッリエッツェリーニ（伊: San Zenone degli Ezzelini）は、イタリア共和国ヴェネト州トレヴィーゾ県にある、人口約7,200人の基礎自治体（コムーネ）。

## 地理

### 位置・広がり

#### 隣接コムーネ
隣接するコムーネは以下の通り。
- ボルソ・デル・グラッパ
- フォンテ
- ローリア
- ムッソレンテ (VI)
- ピエーヴェ・デル・グラッパ
- リエーゼ・ピオ・デーチモ

### 気候分類・地震分類
気候分類では、zona E, 2454 GGに分類される。
また、イタリアの地震リスク階級 (it) では、zona 2 (sismicità media) に分類される。

## 姉妹都市
- マヤーノ、イタリア 2000年
- Marzling、ドイツ 2006年